# 卵圆疣鳞鲀
卵圆疣鳞鲀（学名：Canthidermis rotundatus）为輻鰭魚綱魨形目鱗魨亞目鳞鲀科疣鳞鲀属的鱼类，俗名疣鳞鲀。分布于非洲东海岸到日本和澳大利亚以及西沙群岛海域、广东沿海、台湾海峡、东海南部沿岸等，一般生活于热带海区，體長可達27.2公分，生活習性不明。该物种的模式产地在美洲。